# Brienne-le-Château
Brienne-le-Château är en kommun i departementet Aube i regionen Grand Est (tidigare regionen Champagne-Ardenne) i nordöstra Frankrike. Kommunen ligger  i kantonen Brienne-le-Château som ligger i arrondissementet Bar-sur-Aube. År 2022 hade Brienne-le-Château 2 703 invånare.
Slottet i Brienne uppfördes 1770, här låg 1776-1790 en militärskola, där bland Napoleon studerade 1779-1784. Brienne var också skådeplats för slaget vid Brienne 29 januari 1814.

## Befolkningsutveckling
Antalet invånare i kommunen Brienne-le-Château
Referens: INSEE